# (29973) 1999 LP7
(29973) 1999 LP7 est un objet de la ceinture principale d'astéroïdes extérieure découvert en 1999.

## Description
(29973) 1999 LP7 a été découvert le 12 juin 1999 à l'observatoire de Kitt Peak, situé dans l'Arizona (États-Unis), par le projet Spacewatch de l’université de l'Arizona.

### Caractéristiques orbitales
L'orbite de cet astéroïde est caractérisée par un demi-grand axe de 3,99 ua, un périhélie de 3,32 ua, une excentricité de 0,17 et une inclinaison de 2,80° par rapport à l'écliptique. Du fait de ces caractéristiques, à savoir un demi-grand axe entre 3,2 et 4,6 ua, il est classé, selon la JPL Small-Body Database, comme objet de la ceinture principale d'astéroïdes extérieure.

### Caractéristiques physiques
(29973) 1999 LP7 a une magnitude absolue (H) de 13,7 et un albédo estimé à 0,342.